# Cymbastela concentrica
Cymbastela concentrica är en svampdjursart som först beskrevs av Lendenfeld 1887.  Cymbastela concentrica ingår i släktet Cymbastela och familjen Axinellidae. Inga underarter finns listade i Catalogue of Life.